# Список лидеров кинопроката США 1980 года
Это список фильмов, занявших первое место в еженедельном прокате в США в 1980 году по версии журнала Variety. Данные были основаны на сборах от 20 до 22 ключевых городов, поэтому указанная сумма может не совпадать с общей суммой, которую фильм собрал за неделю в национальном масштабе.

## Список
| #  | Конец недели     | Фильм                                                   | Сборы      | Примечания | Ссылки               |
| -- | ---------------- | ------------------------------------------------------- | ---------- | --- | -------------------- |
| 1  | 2 января 1980    | Звёздный путь                                           | $3 287 481 | | [ 1 ]                |
| 2  | 9 января 1980    | Крамер против Крамера                                   | $1 897 954 | «Крамер против Крамера» возглавил прокат на третьей неделе выпуска | [ 2 ]                |
| 3  | 16 января 1980   | Крамер против Крамера                                   | $2 018 194 | | [ 3 ]                |
| 4  | 23 января 1980   | Крамер против Крамера                                   | $1 655 591 | «Крамер против Крамера» собрали 3 миллиона долларов за выходные, закончившиеся 20 января, на всех национальных рынках | [ 4 ] [ 5 ]          |
| 5  | 30 января 1980   | Крамер против Крамера                                   | $1,541,864 | «Крамер против Крамера» собрали 3 миллиона долларов за выходные, закончившиеся 27 января, на всех национальных рынках | [ 6 ] [ 7 ]          |
| 6  | 6 февраля 1980   | Немой крик                                              | $1 919 563 | «Немой крик» возглавил прокат на третьей неделе выпуска | [ 8 ]                |
| 7  | 13 февраля 1980  | Американский жиголо                                     | $1 463 443 | «Американский жиголо» возглавил прокат на второй неделе выпуска | [ 9 ]                |
| 8  | 20 февраля 1980  | Разыскивающий                                           | $1 694 803 | «Разыскивающий» собрал 5 096 223 доллара в первые 5 дней. «Крамер против Крамера» собрал 2,8 миллиона долларов за выходные, закончившиеся 17 февраля                                                                                                 | [ 10 ] [ 11 ] [ 12 ] |
| 9  | 27 февраля 1980  | Разыскивающий                                           | $1 229 186 | | [ 13 ]               |
| 10 | 5 марта 1980     | Туман                                                   | $1 599 290 | «Туман» возглавил прокат на пятой неделе выпуска | [ 14 ]               |
| 11 | 12 марта 1980    | Весь этот джаз                                          | $1 144 802 | «Весь этот джаз» возглавил прокат на двенадцатой неделе выпуска | [ 15 ]               |
| 12 | 19 марта 1980    | Дочь шахтёра                                            | $1 005 036 | «Дочь шахтёра» возглавил прокат на второй неделе выпуска | [ 16 ]               |
| 13 | 26 марта 1980    | Крамер против Крамера                                   | $1 809 419 | «Крамер против Крамера» вернулся на первое место на 14-й неделе выпуска. Он собрал 1,6 миллиона долларов за выходные, закончившиеся 23 марта со всех рынков                                                                                          | [ 17 ] [ 18 ]        |
| 14 | 2 апреля 1980    | Маленькие прелестницы                                   | $1 918 892 | «Маленькие прелестницы» возглавили прокат на второй неделе выпуска | [ 19 ]               |
| 15 | 9 апреля 1980    | Маленькие прелестницы                                   | $1 545 554 | | [ 20 ]               |
| 16 | 16 апреля 1980   | Крамер против Крамера                                   | $1 194 160 | «Крамер против Крамера» вернулся на первое место на 17-й неделе выпуска. Он собрал 1,6 миллиона долларов за выходные, закончившиеся 13 апреля, на всех рынках                                                                                        | [ 21 ] [ 22 ]        |
| 17 | 23 апреля 1980   | Крамер против Крамера                                   | $1 335 476 | «Крамер против Крамера» собрал 1,8 миллиона долларов за выходные закончившиеся 20 апреля на всех рынках | [ 23 ] [ 24 ]        |
| 18 | 30 апреля 1980   | Крамер против Крамера                                   | $1 078 596 | «Крамер против Крамера» собрал 1,4 миллиона долларов за выходные, закончившиеся 27 апреля, на всех рынках. Там, где бродит бизон собрал 1,8 миллиона долларов.                                                                                       | [ 25 ] [ 26 ]        |
| 19 | 7 мая 1980       | Крамер против Крамера                                   | $847,617   | «Крамер против Крамера» собрал 1,1 миллиона долларов за выходные закончившиеся 4 мая на всех рынках | [ 27 ] [ 28 ]        |
| 20 | 14 мая 1980      | Пятница, 13-е                                           | $2 237 500 | «Пятница, 13-е» собрала 5 816 321 доллар за выходные, закончившиеся 11 мая, на всех рынках | [ 29 ] [ 30 ]        |
| 21 | 21 мая 1980      | Пятница, 13-е                                           | $1 945 657 | | [ 31 ]               |
| 22 | 28 мая 1980      | Звёздные войны. Эпизод V: Империя наносит ответный удар | $4 064 022 | «Звёздные войны. Эпизод V: Империя наносит ответный удар» собрали 6 415 804 доллара за четырёхдневный уик-энд, посвящённый Дню поминовения на всех рынках                                                                                            | [ 32 ] [ 33 ]        |
| 23 | 4 июня 1980      | Звёздные войны. Эпизод V: Империя наносит ответный удар | $3 415 791 | | [ 34 ]               |
| 24 | 11 июня 1980     | Звёздные войны. Эпизод V: Империя наносит ответный удар | $3 225 299 | «Звёздные войны. Эпизод V: Империя наносит ответный удар» собрали 4 339 769 долларов за выходные, закончившиеся 8 июня, на всех рынках | [ 35 ] [ 36 ]        |
| 25 | 18 июня 1980     | Звёздные войны. Эпизод V: Империя наносит ответный удар | $2 817 077 | «Звёздные войны. Эпизод V: Империя наносит ответный удар» собрали 3 606 000 долларов на всех рынках за выходные, закончившиеся 15 июня. «Бронко Билли» собрал 3 708 710 долларов                                                                     | [ 37 ] [ 38 ]        |
| 26 | 25 июня 1980     | Звёздные войны. Эпизод V: Империя наносит ответный удар | $3,711,553 | «Звёздные войны. Эпизод V: Империя наносит ответный удар» собрали 10 840 307 долларов на всех рынках за выходные, закончившиеся 22 июня | [ 39 ] [ 40 ]        |
| 27 | 2 июля 1980      | Звёздные войны. Эпизод V: Империя наносит ответный удар | $3 416 490 | «Звёздные войны. Эпизод V: Империя наносит ответный удар» собрали 9 217 874 доллара на всех рынках за выходные, закончившиеся 29 июня | [ 41 ] [ 42 ]        |
| 28 | 9 июля 1980      | Звёздные войны. Эпизод V: Империя наносит ответный удар | $2 893 659 | «Звёздные войны. Эпизод V: Империя наносит ответный удар» собрали 8 309 772 доллара на всех рынках за выходные, закончившиеся 6 июля | [ 43 ] [ 44 ]        |
| 29 | 16 июля 1980     | Аэроплан!                                               | $2 739 328 | «Аэроплан!» занял первое место на третьей неделе выпуска собрав 7 105 024 доллара за пять дней до 13 июля на всех рынках. «Звёздные войны. Эпизод V: Империя наносит ответный удар» собрали 6 652 858 долларов на всех рынках за трёхдневный уик-энд | [ 45 ] [ 46 ] [ 47 ] |
| 30 | 23 июля 1980     | Аэроплан!                                               | $2 662 155 | | [ 48 ]               |
| 31 | 30 июля 1980     | Аэроплан!                                               | $2 096 358 | | [ 49 ]               |
| 32 | 6 августа 1980   | Аэроплан!                                               | $2 209 013 | | [ 50 ]               |
| 33 | 13 августа 1980  | Бритва                                                  | $1 745 388 | «Бритва» заняла первое место на третьей неделе выпуска. Она собрала 2 942 000 долларов за выходные, закончившиеся 10 августа на всех рынках. «Звёздные войны. Эпизод V: Империя наносит ответный удар» за выходные собрали 4 554 679 долларов        | [ 51 ] [ 52 ] [ 53 ] |
| 34 | 20 августа 1980  | Полицейский и бандит 2                                  | $1 860 800 | «Полицейский и бандит 2» собрал 10 883 835 долларов в национальном прокате за выходные, закончившиеся 17 августа, что является рекордным показателем за август                                                                                       | [ 54 ] [ 55 ] [ 56 ] |
| 35 | 27 августа 1980  | Полицейский и бандит 2                                  | $2 140 529 | «Полицейский и бандит 2» собрал 8 395 755 долларов в национальном прокате за выходные, закончившиеся 24 августа | [ 57 ] [ 58 ]        |
| 36 | 3 сентября 1980  | Полицейский и бандит 2                                  | $1 451 882 | | [ 59 ]               |
| 37 | 10 сентября 1980 | Полицейский и бандит 2                                  | $820 196   | | [ 60 ]               |
| 38 | 17 сентября 1980 | Мститель                                                | $1 143 000 | | [ 61 ]               |
| 39 | 24 сентября 1980 | Мститель                                                | $858 000   | | [ 62 ]               |
| 40 | 1 октября 1980   | Игра в классики                                         | $1 252 492 | «Игра в классики» собрала 2 552 864 доллара на всех рынках за выходные, закончившиеся 28 сентября | [ 63 ] [ 64 ]        |
| 41 | 8 октября 1980   | Игра в классики                                         | $1 126 721 | | [ 65 ]               |
| 42 | 15 октября 1980  | Рядовой Бенджамин                                       | $1 187 114 | «Рядовой Бенджамин» собрал 4 739 769 долларов на всех рынках за выходные, закончившиеся 12 октября | [ 66 ] [ 67 ] [ 68 ] |
| 43 | 22 октября 1980  | Рядовой Бенджамин                                       | $1 201 574 | «Рядовой Бенджамин» собрал 4 935 571 доллар на всех рынках за выходной, закончившийся 19 октября | [ 68 ] [ 69 ]        |
| 44 | 29 октября 1980  | Рядовой Бенджамин                                       | $1 954 556 | | [ 70 ]               |
| 45 | 5 ноября 1980    | Рядовой Бенджамин                                       | $1 756 902 | | [ 71 ]               |
| 46 | 12 ноября 1980   | Рядовой Бенджамин                                       | $1 628 001 | | [ 72 ]               |
| 47 | 19 ноября 1980   | Рядовой Бенджамин                                       | $1 281 696 | | [ 73 ]               |
| 48 | 26 ноября 1980   | Рядовой Бенджамин                                       | $1 016 984 | | [ 74 ]               |
| 49 | 3 декабря 1980   | Рядовой Бенджамин                                       | $872 420   | | [ 75 ]               |
| 50 | 10 декабря 1980  | Флэш Гордон                                             | $1 428 771 | «Флэш Гордон» собрал 3 934 030 долларов на всех рынках за выходные, закончившиеся 7 декабря | [ 76 ] [ 77 ] [ 78 ] |
| 51 | 17 декабря 1980  | Буйнопомешанные                                         | $2 463 066 | «Буйнопомешанные» собрал 8,7 миллиона долларов на всех рынках за выходные, закончившиеся 14 декабря | [ 79 ] [ 80 ] [ 81 ] |
| 52 | 24 декабря 1980  | Буйнопомешанные                                         | $2 371 298 | «Буйнопомешанные» собрали 6 656 501 доллар на всех рынках за выходные, закончившиеся 21 декабря. «Как только сможешь» собрал 8 024 663 доллара | [ 82 ] [ 83 ] [ 84 ] |
| 53 | 31 декабря 1980  | Буйнопомешанные                                         | $2 424 829 | «Буйнопомешанные» собрали 7 938 584 доллара за выходные, закончившиеся 28 декабря. «Как только сможешь» собрал 10 091 105 долларов | [ 85 ] [ 86 ]        |

## Самые кассовые фильмы
| Место | Название                                                | Дистрибьютор       | Сборы, $    |
| ----- | ------------------------------------------------------- | ------------------ | ----------- |
| 1     | Звёздные войны. Эпизод V: Империя наносит ответный удар | 20th Century Fox   | 120 000 000 |
| 2     | Крамер против Крамера                                   | Columbia Pictures  | 60 528 000  |
| 3     | Придурок                                                | Universal Pictures | 43 000 000  |
| 4     | Аэроплан!                                               | Paramount Pictures | 38 000 000  |
| 5     | Полицейский и бандит 2                                  | Universal Pictures | 37 600 000  |
| 6     | Дочь шахтёра                                            | Universal Pictures | 36 000 000  |
| 7     | Рядовой Бенджамин                                       | Warner Bros.       | 33 500 000  |
| 8     | Братья Блюз                                             | Universal Pictures | 31 000 000  |
| 9     | Электрический всадник                                   | Columbia Pictures  | 30 917 000  |
| 10    | Сияние                                                  | Warner Bros.       | 30 200 000  |